# Đại học Hitotsubashi
Đại học Hitotsubashi (一橋大学 (Nhất Kiều đại học) Hitotsubashi Daigaku) trước đây được biết đến với tên Tokyo College of Commerce (東京商科大学 (Đông Kinh Thương Khoa đại học) Tokyo Shouka Daigaku) là một đại học quốc gia tọa lạc tại Tokyo, Nhật Bản. Đại học có cơ sở tại các khu vực Kunitachi, Kodaira và Chiyoda. Là một trong mười Đại học Quốc gia Định danh hàng đầu Nhật Bản, Hitotsubashi là một cơ sở giáo dục khá nhỏ chỉ chuyên về khoa học xã hội, với khoảng 4.500 sinh viên đại học và 2.100 học viên sau đại học.
Thành lập vào năm 1875 bởi Mori Arinori và phát triển từ Tokyo College of Commerce, Hitotsubashi luôn được xếp hạng cao trong các bảng xếp hạng đại học Nhật Bản và được coi là đặc biệt nhất trong lĩnh vực kinh tế và thương mại tại Nhật Bản. Đại học Hitotsubashi đứng thứ 25 trên thế giới trong năm 2011 do bảng xếp hạng của Mines ParisTech: Đánh giá Nghề nghiệp của các Đại học Thế giới. Trường đại học được xếp hạng thứ 4 trong cuộc khảo sát "Hình ảnh Đại học theo nhận thức của Nhân sự (Ngành Nhân lực)" (人事が見る大学イメージ) của Nhật Bản năm 2023.
Đại học Hitotsubashi có mối quan hệ mạnh mẽ với các trường đại học nước ngoài. Hiện có khoảng 600 sinh viên quốc tế và 450 nhà nghiên cứu từ các nước khác đang theo học và làm việc tại trường dựa trên các thỏa thuận trao đổi học thuật với 83 trường đại học và tổ chức nghiên cứu khác nhau, bao gồm Đại học Chicago, Đại học Oxford và Đại học California.
Biểu tượng của trường được lấy cảm hứng từ Thần Thương mại, thần thoại La Mã.

## Thành lập

Phù hiệu của Đại học Hitotsubashi

Đại học Hitotsubashi (tên tiếng Nhật là 一橋大学, tên tiếng Anh là Hitotsubashi University) là một trong những trường đại học được thành lập sớm nhất ở Nhật Bản. Khởi thủy là Trường Dạy học Thương mại (商法講習所 Shouhoukoujyuujo) được thành lập vào năm 1875 bởi Mori Arinori (1847-1889), Bộ trưởng Bộ Giáo dục Nhật Bản lúc đó. Đây là một trường tư thục, đóng ở Ginza (Tokyo). Mục đích thành lập trường là để học tập cách thức làm thương nghiệp của Anh-Mỹ và giảng dạy lại cho người Nhật.

## Quá trình phát triển

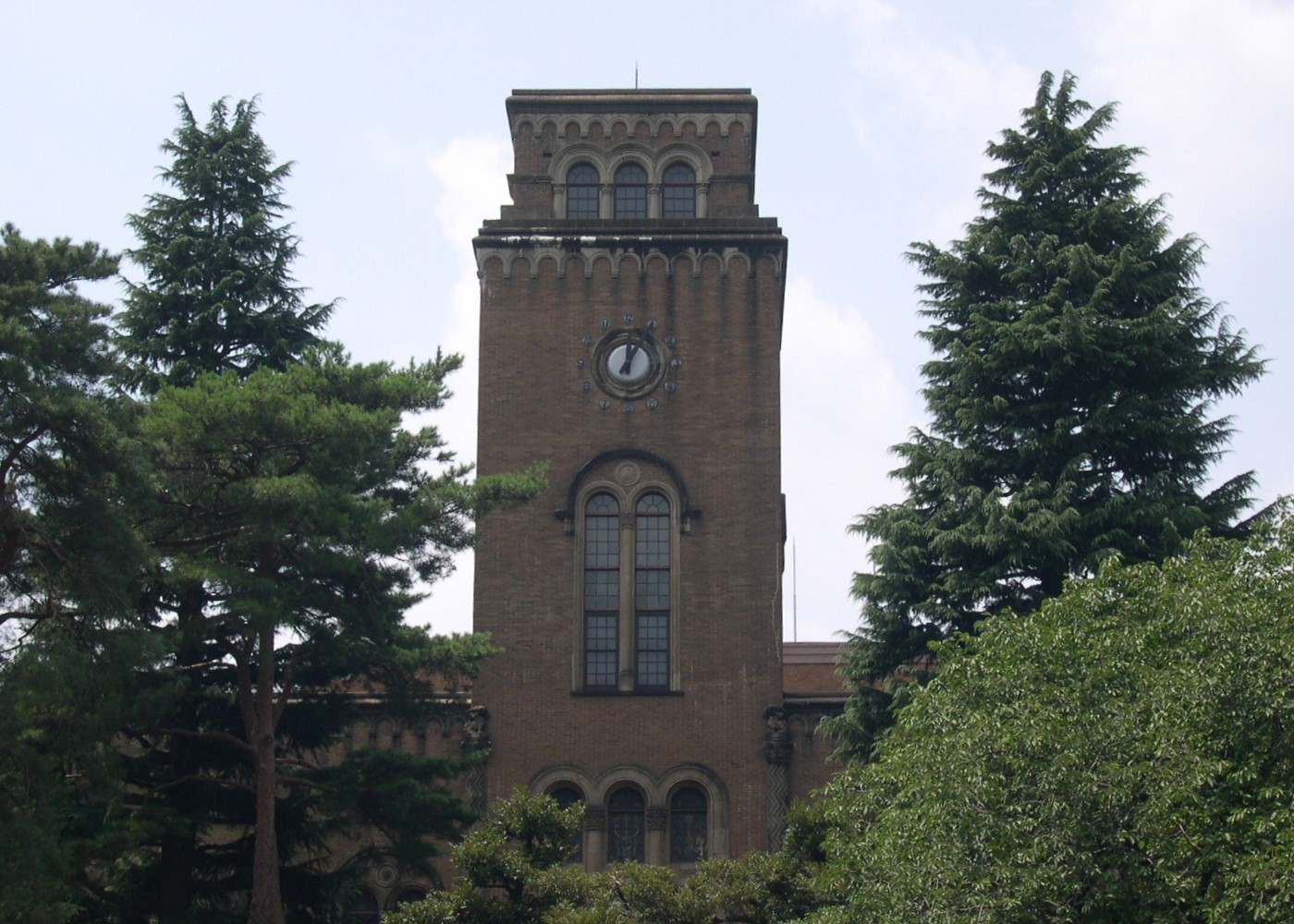
Tháp đồng hồ tại thư viện của trường tại Kunitachi

- Năm 1884, trường được đổi tên là Trường Thương nghiệp Tokyo (東京商業学校), trực thuộc Bộ Nông nghiệp và Thương mại.
- Năm 1887, trường được đổi tên là Trường Thương nghiệp Cao cấp (高等商業学校), trực thuộc Bộ Giáo dục. Lúc này cơ sở của trường đã chuyển về gần cầu Hitotsubashi (一ツ橋, tiếng Nhật nghĩa là "cầu thứ nhất") ở Kanda (神田), ngay cạnh Hoàng Cung.
- Năm 1902, trường lại được đổi tên thành Trường Thương nghiệp Cao cấp Tokyo (東京高等商業学校)　để phân biệt với Trường Thương nghiệp Cao cấp Kobe (nay là Đại học Kobe).
- Năm 1920, trường đổi tên thành Đại học Thương mại Tokyo (東京商科大学). Năm 1927, do cơ sở ở Kanda bị động đất tàn phá, trường chuyển cơ sở về Kunitachi và Kodaira (Tokyo).
- Năm 1944, Bộ Giáo dục buộc trường phải đổi tên thành Đại học Công nghiệp Tokyo. Kể từ khi trở thành trường quốc lập trực thuộc Bộ Giáo dục từ năm 1887, trường liên tục bị Bộ Giáo dục cưỡng chế cải cách các chuyên ngành đào tạo. Tuy nhiên, học sinh của trường không ngừng phản đối sự can thiệp này. Vì vậy, kể từ khi thành lập cho đến trước Chiến tranh Thế giới thứ hai, trường chỉ chuyên vào giáo dục và đào tạo thương mại.
- Năm 1947, trường trở lại tên cũ là Đại học Thương mại Tokyo.

## Đào tạo và Nghiên cứu

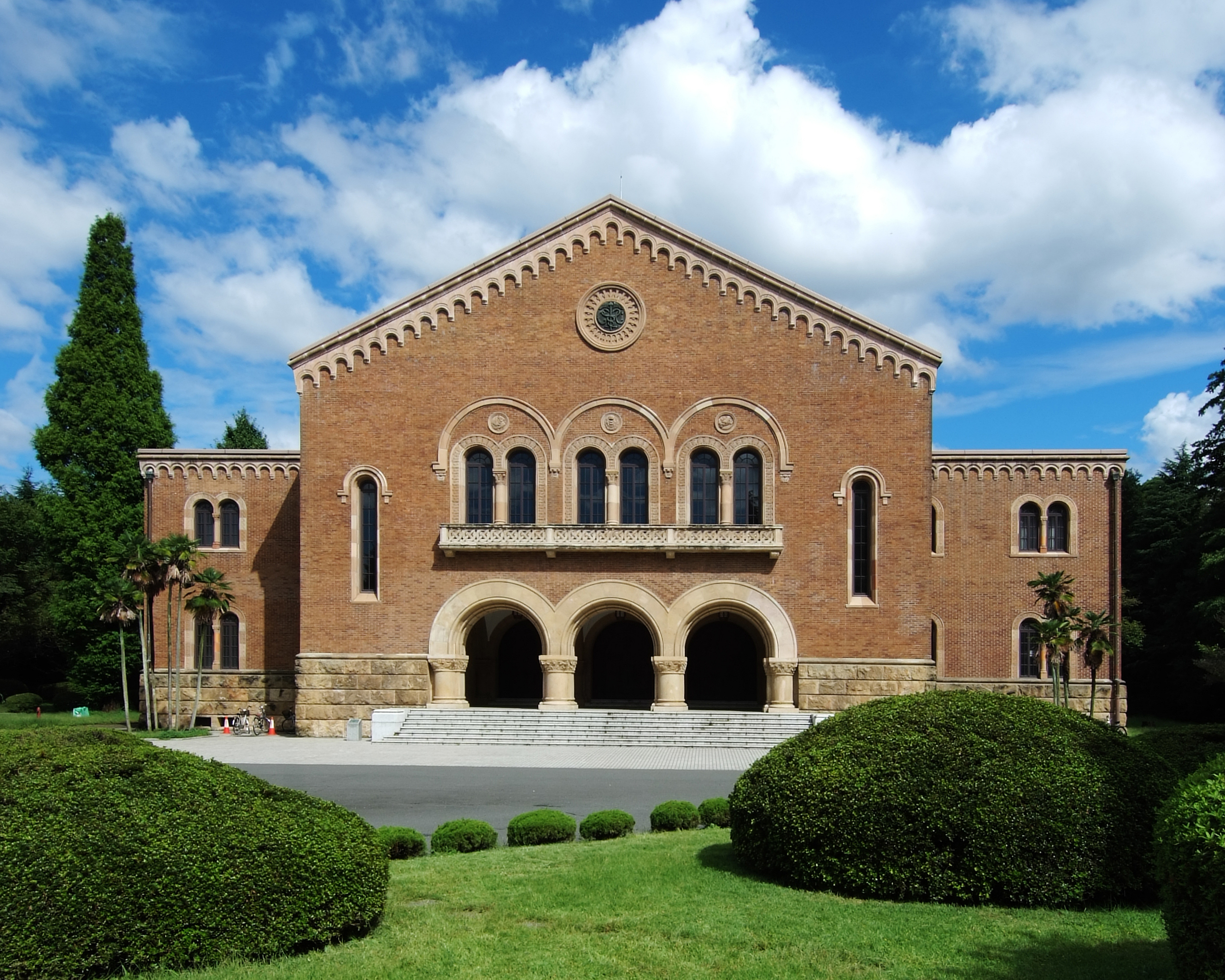
Hội trường lớn tại Kunitachi của Đại học Hitotsubashi

Năm 1949, chương trình đào tạo của trường được cải cách mạnh mẽ. Trường đổi tên thành Đại học Hitotsubashi và mang tên gọi đó đến tận ngày nay. Trường có thêm hai ngành đào tạo mới là Kinh tế học và Luật học-Xã hội học, bên cạnh ngành truyền thống của trường là Thương mại. Trường có ba khoa tương ứng với ba ngành trên. Năm 1951, Khoa Luật học-Xã hội học tách thành hai khoa: Khoa Luật và Khoa Xã hội học. Những năm tiếp theo, các khoa sau đại học về Kinh tế, Thương mại, Luật, và Xã hội học đã được thành lập. Năm 1996, trường mở Khoa Ngôn ngữ học (大学院言語社会研究科) chuyên đào tạo các ngoại ngữ, nhưng ở bậc trên đại học. Năm 1998, mở thêm Khoa Chiến lược Kinh doanh Quốc tế (大学院国際企業戦略科), cải tạo lại cơ sở ở Kanda. Năm 2005, mở thêm Khoa Chính sách Công cộng (公共政策大学院). Như vậy, hiện nay trường có bốn khoa bậc đại học và bảy khoa bậc sau đại học, trong đó sáu khoa đào tạo các ngành Kinh tế học, Kinh doanh học và Thương mại.
Bên cạnh các khoa nói trên, trong trường còn có Viện Nghiên cứu Kinh tế, Trung tâm Nghiên cứu Sáng tạo, Trung tâm Giao lưu Quốc tế (留学生センター) với nhiệm vụ chính là giảng dạy tiếng Nhật và hướng dẫn cho học sinh nước ngoài của trường.